# شریکان
شریکان (به لاتین: Şərikan) یک منطقهٔ مسکونی در جمهوری آذربایجان است که در شهرستان زنگلان واقع شده‌است.